# 龜子港保生廟
龜子港保生廟，主祀保生大帝，是吳姓庄民自福建省同安縣白礁鄉迎入。其前身為庄民陳蕃所倡建，原祀福德正神。光緒十年（1884年）曾改建為磚廟，但昭和5年（1930年）毀於大地震，今日廟宇為民國73年（1984年）完成。
今日的龜仔港聚落被臺一線道路分為東、西兩部份，但主要分佈在西半部。